# Edmund Chishull
Edmund Chishull (Eyworth, 20 marzo 1671 – Walthamstow, 18 maggio 1733) è stato un presbitero, teologo e antiquario inglese.

## Biografia
Edmund Chishull era figlio di Paul Chishull e nacque nella parrocchia di Eyworth nel Bedfordshire. Fu allievo del Corpus Christi College a Oxford dal 1687. Qui ottenne il B.A. nel 1690, e il M.A. nel 1693 e ne divenne Fellow nel 1696.
Fu nominato cappellano per la Compagnia della Turchia (in seguito Compagnia del Levante) a Smirne. Partito dall'Inghilterra con la fregata Neptune il 10 febbraio 1698, arrivò a Smirne il 12 novembre 1698. 
Mentre si trovava a Smirne fece un viaggio a Efeso, partendo il 21 aprile 1699 e ritornando il 3 maggio. Nel 1701 visitò Costantinopoli. Riprese la sua carica di cappellano l'anno successivo e lasciò Smirne il 10 febbraio 1701-2, per il suo viaggio verso casa passando per Gallipoli e Adrianopoli dove si unì a Lord Paget, che era di ritorno da una ambasciata alla Sublime porta.
Viaggiando come membro del seguito dell'ambasciatore, Chishull attraversò Bulgaria, Transilvania, Ungheria e la Germania fino all'Olanda. A Leida si congedò da Lord Paget e tornò in Inghilterra da solo.
Subito dopo Chishull divenne lettore alla St Olave Hart Street; si sposò e rinunciò alla sua fellowship. Poi si stabilì a Walthamstow, nell'Essex. Nel 1711 fu nominato cappellano della regina. Nel settembre 1708 gli era stata assegnata la carica di vicario di Walthamstow, Essex, dove rimase per tutto il resto della sua vita.

## Opere
Chishull tenne un diario pubblicato finalmente con l'aiuto di Richard Mead.  Pubblicò abbondantemente come studioso, particolarmente versi in latino, opere numismatiche, note dai suoi viaggi, e il suo  Antiquitates Asiaticae (1728). Le Antiquitates furono un'opera a più mani cui collaborarono, tra gli altri, William Sherard, Antonio Picenini, Joseph de Tournefort.
Come teologo Chishull si impegnò nel dibattito sul mortalismo, attaccando Henry Dodwell. Dodwell replicò a Chishull e Samuel Clarke con Expostulation, relating to the late insults of Mr Clark and Mr Chishull (1708).